# Helga (cràter)
Helga és un cràter d'impacte en el planeta Venus de 8,8 km de diàmetre. Porta el nom d'un antropònim noruec, i el seu nom va ser aprovat per la Unió Astronòmica Internacional el 1997.